# Richard Schodde
Richard Schodde (* 23. September 1936 in Adelaide, South Australia) ist ein australischer Ornithologe und Botaniker. Sein offizielles botanisches Autorenkürzel lautet „Schodde“.

## Leben
Von 1958 bis 1959 arbeitete Schodde am State Herbarium of South Australia in Adelaide. Er studierte an der University of Adelaide, wo er 1960 den Bachelor of Science erlangte und 1970 mit der Dissertation A monograph of the family Atherospermataceae R. Br. zum Ph.D. promoviert wurde. Ab April 1960 arbeitete er als Botaniker für die Abteilung Land Research and Regional Survey der Commonwealth Scientific and Industrial Research Organisation (CSIRO) in Papua-Neuguinea. 1970 war er Gründungskurator und bis 1998 war er Direktor der Australian National Wildlife Collection (ANWC) an der Abteilung für Wildtiere und Ökologie der CSIRO. Anschließend wurde er dort wissenschaftlicher Mitarbeiter. Von 1970 bis 2000 leitete Schodde Erhebungen über die Avifauna und die Vegetation, die maßgeblich zur Gründung des Kakadu-Nationalparks im Jahr 1981 und zur Ausweisung der Wet Tropics of Queensland als Australiens erster UNESCO-Weltnaturerbestätte im Jahr 1988 beitrugen. Insgesamt führten die Erhebungen unter Schoddes Leitung zur Sammlung von nahezu 50.000 Proben und weiteren 15.000 Proben von kryokonserviertem Gewebe für molekulare Untersuchungen. Diese Sammlung gilt heute weltweit als umfassendste und forschungswirksamste über die australische Avifauna.
Schodde veröffentlichte mehr als 150 Artikel, Bücher und Broschüren über die Systematik, Biogeographie und Evolutionsgeschichte der australasiatischen Vögel und er entwickelte ein Biodiversitätseinheitskonzept für den Schutz der australischen Vogelwelt. Richard Schodde war ein korrespondierendes Mitglied der American Ornithologists’ Union, Vorsitzender des ständigen Ausschusses für die Ornithologische Nomenklatur und im International Ornithological Committee. 1974 und 1990 veranstaltete er Symposien über den Ursprung und die entwicklungsgeschichtliche Ausbreitung australischer Vögel auf den Internationalen Ornithologischen Kongressen in Canberra und Christchurch. Für die Bücher Nocturnal Birds of Australia (1981, mit Ian J. Mason) und für The Fairy Wrens (1982) wurde Schodde mit der Whitley Medal ausgezeichnet.
Gemeinsam mit Leslie Christidis führte Schodde die Vogelfamilien Eulacestomatidae, Ifritidae, Melampittidae, Oreoicidae, Rhagologidae sowie die Unterfamilie Lamproliinae ein. Letztere wurde 2016 zur Familie erhoben und enthält die drei Gattungen Eutrichomyias, Chaetorhynchus und Lamprolia.
Im Jahr 2009 wurde ihm von Königin Elisabeth II. die Medal of the Order of Australia (OAM) verliehen.

## Dedikationsnamen
Ian J. Mason benannte 1996 die Unterart Scythrops novaehollandiae schoddei des Fratzenkuckucks zu Ehren von Richard Schodde. 2019 wurde die Unterart Nesoptilotis leucotis schoddei des Schwarzkehl-Honigfressers nach Schodde benannt.

## Schriften (Auswahl)
- Interim list of Australian songbirds: Passerines. RAOU: Melbourne, 1975
- Nocturnal Birds of Australia. (mit Ian J. Mason, illustriert von Jeremy Boot). Lansdowne Editions: Melbourne, 1980
- The Fairy-Wrens. a Monograph of the Maluridae. (illustriert von Richard Weatherly). Lansdowne Editions: Melbourne. ISBN 0-7018-1051-3, 1982
- A Review of Norfolk Island Birds: Past and Present. (mit Peter J. Fullagar und Neil Hermes). ANPWS Special Publication No.8, 1983
- Reader’s Digest Complete Book of Australian Birds. (Co-Herausgeber der 2. Auflage mit Sonia Tidemann). Reader’s Digest Sydney. ISBN 0-949819-99-9, 1988
- Zoological Catalogue of Australia: Aves (Columbidae to Coraciidae) v. 37. 2. (mit Ian J. Mason). CSIRO Publishing. ISBN 0-643-06037-5, 1997
- CSIRO List of Australian Vertebrates: A Reference with Conservation Status. (mit Malcolm Stanger, Mark Clayton, Ian J. Mason und John C. Wombey). CSIRO Publishing. ISBN 0-643-06256-4, 1998
- The Directory of Australian Birds: Passerines. A taxonomic and zoogeographic atlas of the biodiversity of birds of Australia and its territories. (mit Ian J. Mason). CSIRO Publishing. ISBN 0-643-06456-7, 1999
- Proceedings of the 23rd International Ornithological Congress, Beijing, August 2002. (Hrsg.). Acta Zoologica Sinica, Vol.52, Supplement. Science Press: Beijing, 2006
- The Encyclopedia of Birds. A Complete Visual Guide. (mit Fred Cooke). Fog City Press. ISBN 1-74089-355-7, 2006